# Brandstad Jeanshandleri
Brandstad Jeanshandleri, eller bara Brandstad, var en  butikskedja i Norge med fokus på jeans till män. Brandstad hade butiker runt om i landet, från Tromsø i norr till Kristiansand i söder. 
Brandstad var en herrbutik som sålde märken som G-star, Scotch & Soda, Diesel, Lee, Shine, Superdry, Lyle & Scott, Dovre, Levi's, Björn Borg, Fjällräven, T1895, Peter Pinnoy, Brandstad, The Long Journey Home, Tempo med flera. 
Brandstad startades av Thomas Brandstad 1895 när denne kommit tillbaka från Amerika. År 2018 köptes bolaget av danska PWT Group och i april 2020 begärdes kedjan i konkurs.